# العنصرية في فرنسا

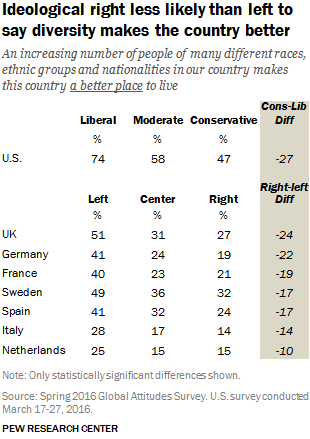
صورة توضح انتشار العنصرية في فرنسا

يعد الكثيرون في المجتمع الفرنسي أن العنصرية مشكلة اجتماعية كبيرة. للعنصرية ضد اليهود تاريخ طويل، وقد أُبلغ عن أعمال عنصرية ضد أعضاء الجماعات التي تقيم هناك من ضمنهم الجزائريين والبربر والعرب.
أفادت اللجنة الوطنية الفرنسية لحقوق الإنسان أن 8٪ من الفرنسيين يعتقدون أن بعض الجماعات العرقية أعلى مرتبةً من الأخرى. ويُعتقد أن الهجمات الإرهابية في فرنسا عام 2015 أدت إلى زيادة انتشار الإسلاموفوبيا، في حين أدى رد الفعل الاجتماعي ضد المسلمين إلى زيادة عدد الأعمال العنصرية. وفقًا للجنة الفرنسية لحقوق الإنسان، فإن 34٪ من الفرنسيين ينظرون إلى الإسلام نظرةً سلبية، و50٪ منهم يعدونه تهديدًا للهوية الوطنية. ويعتقد 41٪ من السكان أن علاقة اليهود بالمال فقط و20٪ منهم يعتقدون أن لليهود سلطة كبيرة في فرنسا.
يتضمن القانون الفرنسي مواد ضد العنصرية. ويضمن دستور عام 1958 للمواطنين معاملة متساوية بصرف النظر عن الأصل أو العرق أو الدين.
تحدث السفير الفرنسي لدى الولايات المتحدة حول مسألة العنصرية في فرنسا إلى صحيفة نيويورك تايمز قائلًا: «يمكن العالم أن يُسَير أموره بسهولة عندما لا يوجد الكثير من المهاجرين، أو عندما يكون المهاجرين من الكاثوليك البيض. لكن مواجهة الإسلام من جانب والأفارقة من جانب آخر تجعلنا نصل إلى طرق مغلقة».

## الثقافة والتقاليد السياسية
لا تستخدم التقاليد السياسية الفرنسية مصطلح «أقلية عرقية» في خطابها، لأن الحقوق التي تمثلها الثورة الفرنسية تكمن في مفهومين: مفهوم الدولة ومفهوم الإنسان، وهكذا يرى العُرف السياسي الفرنسي هذه الحقوق عالميةً وطبيعية -غير قابلة للتصرف- وتعود بالفائدة على الإنسان.
توفر وزارة الداخلية الفرنسية مجموعة من الأوصاف لتستخدمها الشرطة لتصنيف الأفراد بدلًا من العرق. التوصيفات هي: أوروبي -شمالي وقوقازي ومتوسطي، الإفريقي، من الهند الغربية -الإنتيل- أو ميتيس أو المغرب، الشرق أوسطي، من آسيا والهند/باكستان، والأمريكي اللاتيني، من بولينيزيا وكاناك الميلانيزي.
يعتقد البعض أن رغبة السياسيين في الالتزام بهذه المُثل العليا تؤدي إلى عدم الاعتراف بمجموعات الأقليات العرقية. فوجود الأقليات العرقية معترف به في العديد من الدول الأوروبية من قبل النظام القضائي والجانب السياسي. وتمنح بعض الدول المهاجرين حقوقًا محددة مثل الحق في تلقي التعليم بلغتهم الأم. لكن فرنسا لا تسمح بهذه الحقوق لأنها تعترف فقط بالحقوق في سياق المواطنة والتوصيف الإنساني.
في هذا السياق، شجعت الدولة سياسات الاستيعاب. على وجه الخصوص، سعت الحكومة إلى اعتبار الرعايا الأجانب الذين حصلوا على الجنسية الفرنسية فرنسيين بصرف النظر عن هويتهم العرقية. ويُعرف العديد من المسلمين العرب في فرنسا بأنهم مسلمون، وليسوا جزائريين أو مغاربة أو عرب. هذا يعتمد على الروابط المجتمعية والأسرية أكثر من التقيد الديني. ويُقال إن مفهوم العرق عند استخدامه في فرنسا يتجاهل كل إشارة إلى العرق، على عكس الاستخدام المعروف للمصطلح في أمريكا الشمالية والمملكة المتحدة.

## إحصاءات الحكومة والشرطة
منذ 1990، تنشر اللجنة الوطنية الفرنسية لحقوق الإنسان تقريرًا سنويًا بشأن حالات العنصرية في فرنسا.
سنة 2016، أفادت اللجنة أن 33٪ من الفرنسيين يعتقدون أن المجموعات العرقية غير موجودة، في حين يعتقد 8٪ أن بعض المجموعات العرقية تتفوق على غيرها. ويُعتقد أن الهجمات الإرهابية في فرنسا عام 2015 أدت إلى زيادة انتشار الإسلاموفوبيا، وزادت من عدد الأعمال العنصرية. وزادت الشكاوى من الأعمال والتهديدات المعادية للمسلمين بنسبة 223٪ وارتفعت نسبة حدوث الاعتداءات العنصرية العنيفة في الشهر التالي لكل هجوم إرهابي.
لا تُظهر هذه البيانات الواقع بأكمله لأنها تستند حصريًا إلى بيانات الشرطة، وسط مزاعم بأن الشرطة الفرنسية غير عادلة في تعاملها مع القضايا العرقية.
أفادت اللجنة بأن 34٪ من الفرنسيين ينظرون إلى الإسلام نظرةً سلبية، و50٪ منهم يعدونه تهديدًا للهوية الوطنية، ويعتقد 41٪ من السكان أن لليهود علاقة بالمال فقط ويعتقد 20٪ منهم أن لليهود سلطة كبيرة في فرنسا.
أما الغجر، وهم أقلية يُبدي المجتمع تقبلًا أقل تجاهها، فيعدهم 74٪ من الفرنسيين «مجموعةً منفصلة»، وما زال أكثر من نصف السكان يعتقدون أن الغجر يكسبون عيشهم من السرقة والأنشطة غير المشروعة.

## العنصرية ضد اليهود
تنامت حرية الدين بشكل أساسي من طريق قانونين: أحدهما سنة 1789 والآخر سنة 1905.

### قضية دريفوس
سنة 1894، اتُهم الضابط اليهودي ألفريد دريفوس بتقديم وثائق فرنسية سرية للجيش الألماني وأدين بالخيانة. سنة 1895، عُثر على الجاني الحقيقي، القائد إسترهازي، الذي بُرئ رغم وجود أدلة تدينه. قرر دريفوس وعائلته الاتصال برئيس مجلس الشيوخ لبيان ضعف الادعاءات الموجهة ضده. ولأن فرنسا في أواخر القرن التاسع عشر كانت تعاني المُثل المعادية للسامية والقومية، استُهدف دريفوس بسبب أصوله اليهودية ووقع ضحيةً للتمييز المعادي للسامية. ولم يُبرأ إلا بعد 11 عامًا.

### نظام فيشي 1940- 1944
سنة 1939، أعلنت فرنسا الحرب على ألمانيا بعد الغزو الألماني لبولندا. ونشأت العديد من التوترات داخل الحكومة، ما أدى إلى انفصال مؤيدي الحرب عن المعارضين لها. وأصبح المارشال بيتان رئيسًا للمجلس بعد تنحي بول رينو من منصبه بسبب المناخ القاسي الذي كانت تعيشه الحكومة الفرنسية. غادر بيتان باريس وسافر مع حكومته إلى فيشي. وبدعم من بيير لافال، حصل على الصلاحيات الكاملة من الجمعية الوطنية لوضع دستور جديد للدولة الفرنسية، ووضع نهاية للجمهورية الثالثة.
استسلمت حكومة بيتان الجديدة -التي تسمى أيضًا حكومة فيشي- لألمانيا النازية في 22 يونيو 1940 في ريثونديس بفرنسا. وهكذا احتلت ألمانيا شمال فرنسا. بعد أن أصبح بيتان رئيسًا للدولة، أسس نظامًا لتبجيله شخصيًا، وحظَر الأحزاب السياسية وفرض الرقابة على الصحافة. أظهرت حكومة فيشي توجهها المُعادي للسامية بوضع قوانين تميز ضد اليهود على غرار قوانين نورمبرغ النازية. سنة 1940، مُنع اليهود من العمل في وظائف معينة. أو الذهاب إلى أماكن معينة مثل المطاعم والمتاجر. واضطروا لارتداء نجمة داود على قمصانهم ليسهل تمييزهم. واصلت حكومة فيشي تعاونها مع ألمانيا النازية واستمر تهميش اليهود من المجتمع الفرنسي، ونظم المسؤولون الفرنسيون حملات وبدأوا بالدعوة إلى ترحيل جميع اليهود داخل الأراضي الفرنسية.

## العنصرية تجاه اللاجئين الغير أوروبيين
في 4 أبريل 2022، نشر المرصد الأورومتوسطي لحقوق الإنسان تقريرًا وثق فيه ممارسات عنصرية وغير إنسانية تجاه اللاجئين الغير أوروبيين، حيث أصدرت السلطات الفرنسية في إقليم «إيسون» ومنطقة «بانتان» قررًا بطرد اللاجئين الغير أوروبيين من مراكز الإيواء ليحل محلهم لاجئون أوكرانيون. أيضًا، بحسب تقارير أخرى ذكرت أنّ 50 لاجئًا من غينيا ومالي وأفغانستان أُبلغوا بطردهم قريبًا من مراكز الإيواء دون حق الاعتراض لإفساح المجال للاجئين الأوكرانيين.